# Santa María del Mar (Castrillón)
Santa María del Mar (Santa María del Mar - El Puertu oficialmente en asturiano) es una parroquia del concejo de Castrillón, en el Principado de Asturias (España). Alberga una población de 467 habitantes (INE 2009) en 261 viviendas. Ocupa una extensión de 2,38 km².
Está situada en la zona centro-norte del concejo. Limita al norte con el mar Cantábrico; al este, con la parroquia de Laspra; al sur, con las parroquias de Laspra y Santiago del Monte; y al oeste, con la parroquia de Naveces.
Esta pequeña parroquia, mantiene un equilibrio entre las actividades más tradicionales, como la agricultura y la ganadería, y un cada vez más floreciente turismo, apoyado por un número muy importante de servicios de hostelería y alojamiento[cita requerida]. A esto también ayuda la proximidad al aeropuerto de Asturias.
La playa de Santa María del Mar (Castrillón) forma una ensenada junto al río La Ferrería, la cual tiene gran valor paisajístico. La isla de la Ladrona se encuentra en las proximidades de la citada playa.
Durante los primeros años de la década de los 90 esta población fue una de las zonas de Asturias en las que recalaba gran parte de la juventud del Principado durante las noches y fines de semana del verano, con bares y discotecas emblemáticos situados en la misma playa.[cita requerida]

## Poblaciones
Según el nomenclátor de 2009 la parroquia está formada por las poblaciones de:
- Arancés (pueblo): 148 habitantes.
- Las Arribas (lugar): 4 habitantes.
- El Barro (El Barru en asturiano) (lugar): 0 habitantes.
- Las Chavolas (Las Chabolas) (pueblo): 136 habitantes.
- El Muro (El Muru) (lugar): 6 habitantes.
- La Llonguera (lugar): 9 habitantes.
- El Molino (El Molín de Mata) (lugar): 0 habitantes.
- El Puerto (El Puertu) (pueblo): 71 habitantes.
- Las Vallinas: 99 habitantes.